# Cheez-It Bowl 2020
Match précédent Match suivant
Le Cheez-It Bowl 2020 est un match de football américain de niveau universitaire joué après la saison régulière 2020, le 29 décembre 2020 au Camping World Stadium d'Orlando dans l'État de Floride aux États-Unis.
Il s'agit de la 31e édition du Cheez-It Bowl (précédemment dénommé Camping World Bowl ou Russell Athletic Bowl).
Le match met en présence l'équipe des Cowboys d'Oklahoma State issue de la Big 12 Conference et l'équipe des Hurricanes de Miami issue de l'Atlantic Coast Conference.
Il a débuté à 17 h 30 locales et été retransmis à la télévision par ESPN.
Sponsorisé par la société Kellogg Company et sa filiale Cheez-It (en), le match est officiellement dénommé le 2020 Cheez-It Bowl.
Oklahoma State gagne le match sur le score de 37 à 34.

## Présentation du match
| Équipes                                                                   | Conférences | Entraîneurs     | Stats. saison rég. | Classements avant le bowl | Classements avant le bowl | Classements avant le bowl |
| ------------------------------------------------------------------------- | ----------- | --------------- | ------------------ | ------------------------- | ------------------------- | ------------------------- |
| Équipes                                                                   | Conférences | Entraîneurs     | Stats. saison rég. | CFP                       | AP                        | Coaches                   |
| Cowboys d'Oklahoma State                                                  | B12         | Mike Gundy (en) | 7 - 3              | no 21                     | NC                        | no 21                     |
| Hurricanes de Miami                                                       | ACC         | Manny Diaz (en) | 8 - 2              | no 18                     | no 18                     | no 18                     |
| - Équipe donnée favorite par les bookmakers : Oklahoma State par 3 points |             |                 |                    |                           |                           |                           |

Il s'agit de la 2e rencontre entre ces deux équipes :
| Saison | Date           | Vainqueur | Score  | Perdant        | Compétition      |
| ------ | -------------- | --------- | ------ | -------------- | ---------------- |
| 1951   | 5 octobre 2020 | Miami     | 40 - 3 | Oklahoma State | Saison régulière |

### Cowboys d'Oklahoma State
Avec un bilan global en saison régulière de 7 victoires et 3 défaites (6-3 en matchs de conférence), Oklahoma State est éligible et accepte l'invitation pour participer au Cheez-It Bowl de 2020.
Ils terminent 4e de la Big 12 Conference derrière Oklahoma, Iowa State et Texas. Ils n'ont été battu que par Texas, TCU et Oklahoma (seule équipe classée dans le Top25 du CFP).
À l'issue de la saison 2020 (bowl non compris), ils terminent no 21 aux classements CFP et Coaches mais ne sont pas classés par l'AP.
C'est leur 2e participation au Cheez-It Bowl :
| Saisons | Dates            | Vainqueurs           | Scores  | Finalistes          | Bilan     |
| ------- | ---------------- | -------------------- | ------- | ------------------- | --------- |
| 2017    | 28 décembre 2017 | no 17 Oklahoma State | 30 - 21 | no 22 Virginia Tech | V : 1 - 0 |

| Postes      | Joueurs         | Statistiques                                                      |
| ----------- | --------------- | ----------------------------------------------------------------- |
| Quarterback | Sanders Spencer | 128/207 passes réussies pour 1 702 yards, 10 TDs, 8 interceptions |
| Coureur     | Hubbard Chuba   | 133 courses pour 625 yards nets gagnés et 5 TDs                   |
| Receveur    | Wallace Tylan   | 53 réceptions pour 877 yards et 6 TDs                             |

### Hurricanes de Miami
Avec un bilan global en saison régulière de 8 victoires et 2 défaites (7-2 en matchs de conférence), Miami est éligible et accepte l'invitation pour participer au Cheez-It Bowl de 2020.
Ils terminent 4e de l'Atlantic Coast Conference derrière #4 Notre Dame, #2 Clemson et la #13 Caroline du Nord. Ils n'ont perdu que contre Clemson et la Caroline du Nord, deux équipes classées dans le Top25 du CFP.
À l'issue de la saison 2020 (bowl non compris), ils terminent no 18 aux classements CFP, AP et Coaches.
C'est leur 6e participation au Cheez-It Bowl :
| Saisons | Dates            | Vainqueurs       | Scores  | Finalistes          | Bilan     |
| ------- | ---------------- | ---------------- | ------- | ------------------- | --------- |
| 2016    | 28 décembre 2016 | Miami            | 31 - 14 | no 14 West Virginia | V : 3 - 2 |
| 2013    | 28 décembre 2013 | no 18 Louisville | 39 - 09 | Miami               | D : 2 - 2 |
| 2009    | 29 décembre 2009 | no 24 Wisconsin  | 20 - 14 | no 14 Miami         | D : 2 - 1 |
| 1998    | 29 décembre 1998 | no 24 Miami      | 46 - 23 | NC State            | V : 2 - 0 |
| 1996    | 27 décembre 1996 | no 19 Miami      | 31 - 21 | no 21 Virginia      | V : 1 - 0 |

| Postes      | Joueurs        | Statistiques                                                      |
| ----------- | -------------- | ----------------------------------------------------------------- |
| Quarterback | King D'Eriq    | 201/316 passes réussies pour 2 573 yards, 22 TDs, 5 interceptions |
| Coureur     | Harris Cam'Ron | 120 courses pour 591 yards nets gagnés et 9 TDs                   |
| Receveur    | Harley Mike    | 49 réceptions pour 730 yards et 6 TDs                             |